# Punta Solimán
Punta Solimán är en udde i Mexiko.   Den ligger i delstaten Quintana Roo, i den östra delen av landet, 1 200 km öster om huvudstaden Mexico City.
Terrängen inåt land är mycket platt. Havet är nära Punta Solimán åt sydost.  Närmaste större samhälle är Punta Allen, 4,6 km sydväst om Punta Solimán. 